# Anton Olofsson
Anton Alexander Olofsson, född 10 september 1992, är en svensk fotbollsmålvakt som spelar för Enhörna IF.

## Karriär
Olofssons moderklubb är Mölnbo IF. Därefter spelade han för Gnesta FF innan han som 16-åring lämnade för Assyriska FF. Han flyttades upp i A-laget 2010. I mars 2012 lånades han ut till Husqvarna FF. I december 2012 förlängde han sitt kontrakt med två år. Olofsson gjorde seriedebut för Assyriska i Superettan 2013, där han spelade två matcher.
I januari 2015 skrev Olofsson på ett 1+1-årskontrakt för IFK Luleå. Han missade hela säsongen 2016 på grund av en axelskada. I december 2016 värvades Olofsson av division 2-klubben Bodens BK. Inför säsongen 2018 skrev Olofsson på för Södertälje FK. Inför säsongen 2019 gick han till Enhörna IF.